# خالد المبيض
لاعب كرة قدم سوري من مواليد حماه 10 يناير 1993

 يلعب لصالح القوة الجوية.

## روابط خارجية
- خالد المبيض على موقع قاعدة بيانات كرة القدم.إي يو (الإنجليزية)
- خالد المبيض على موقع ناشيونال فوتبول تيمز (الإنجليزية)